# Blåkulltjärnen, Västerbotten
Blåkulltjärnen är en sjö i Vindelns kommun i Västerbotten och ingår i Umeälvens huvudavrinningsområde.